# Виландт, Мануэль
Мануэль Виландт (нем. Manuel Wielandt; 1863—1922) — немецкий художник и гравёр.

## Биография

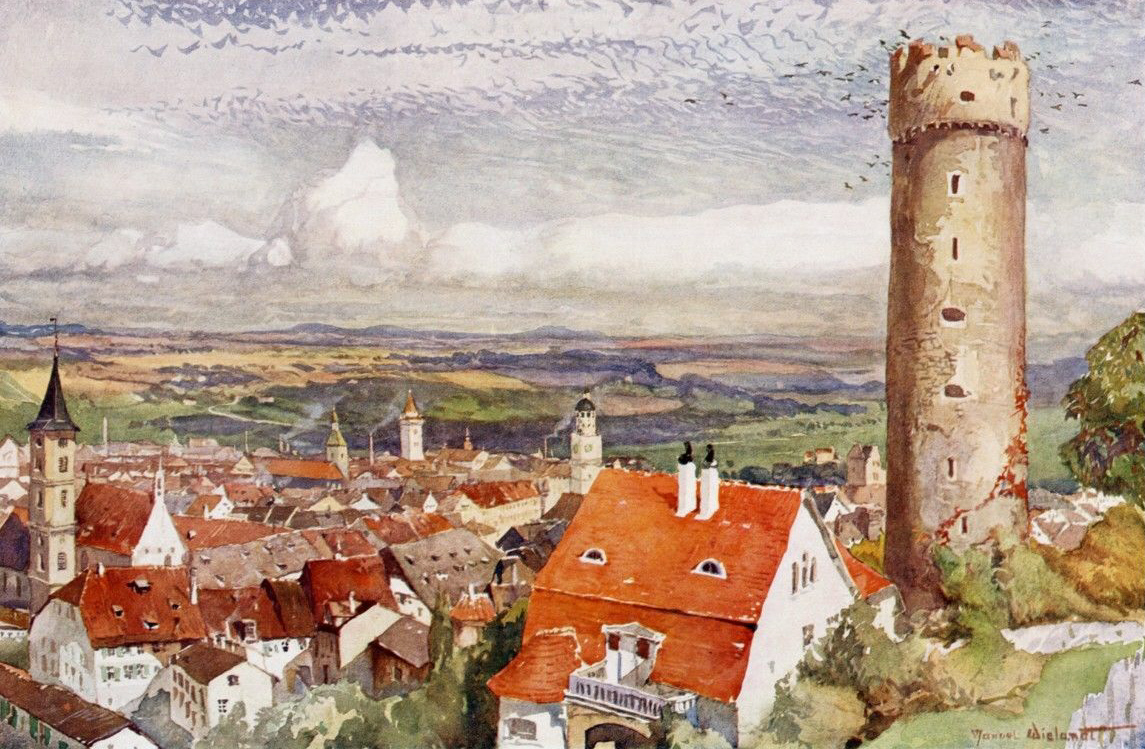
Башня Mehlsack на картине Мануэля Виландта

Родился 20 декабря 1863 года в городе Лёвенштайне.
Первоначально учился в Штутгартском политехническом институте, затем посещал штутгартскую академию.
В 1891 году Мануэль переехал в Карлсруэ, поступил в Neue Kunstschule и одновременно обучался в Академии художеств у Густава Шёнлебера, который оказал влияние на его творчество. Виландт на протяжении многих лет посещал Италию, что нашло отражение на многих его работах, в частности “Einsamer Friedhof an der Riviera” (1890), “Thyrrenische Küste” (1891), “Insel der Kalypso” (1899). За свои произведения он был удостоен Большой медали Ниццы (1899) и Почётного диплома Турина (1902).
В 1903 году Мунуэль Виландт переехал из Карлсруэ в Мюнхен, продолжал поездки в Италию, выставлял свои работы, в том числе и за границей. Наряду с его масляными картинами появились многочисленные акварели, рисунки, литографии и офорты, часто воспроизводимые в журналах и на почтовых открытках. В Германии писал много пейзажей и городских видов.
Умер 11 мая 1922 года в Мюнхене.